# Accord de retrait du Royaume-Uni de l'Union européenne
L’accord de retrait du Royaume-Uni de l’Union européenne, officiellement l'accord sur le retrait du Royaume-Uni de Grande-Bretagne et d'Irlande du Nord de l'Union européenne et de la Communauté européenne de l'énergie atomique (en anglais : Agreement on the withdrawal of the United Kingdom of Great Britain and Northern Ireland from the European Union and the European Atomic Energy Community), est l’instrument juridique qui formalise le retrait du Royaume-Uni de l'Union européenne, couramment surnommé « Brexit ». Il modifie les relations entre le Royaume-Uni et l'Union européenne.
Cet accord de retrait du Royaume-Uni de Grande-Bretagne et d'Irlande du Nord de l'Union européenne (UE) et de la Communauté européenne de l'énergie atomique (Euratom), publié le 14 novembre 2018, fait suite au référendum du 23 juin 2016 par lequel 51,89 % des électeurs britanniques se sont prononcés pour un retrait de leur pays de l'Union européenne et de l'Euratom. 
Ce retrait se déroule selon la procédure prévue par l'article 50 du traité sur l'Union européenne (TFUE consolidé publié le 29 mars 2017), lorsque le gouvernement britannique annonce formellement au Conseil européen son intention de quitter l'Union. Le retrait effectif, dit « Brexit », est prévu le 20 janvier 2020 mais dans les faits une période de transition, qui peut être ultérieurement prolongée jusqu'à la date effective du 20 janvier 2023. 
Après plus d'un an de négociations, un accord établi entre la Première ministre britannique Theresa May et le négociateur en chef de l'UE Michel Barnier est présenté aux députés de la Chambre des Communes qui le rejettent massivement le 15 janvier 2019. À la suite d'un deuxième rejet de l'accord par les députés le 12 mars, le Royaume-Uni obtient un report du Brexit jusqu'au 12 avril. L'accord est mis au vote une troisième fois le 29 mars, jour où devait avoir lieu le Brexit et il est rejeté une troisième fois. Un quatrième accord est finalement trouvé le 17 octobre suivant entre le Royaume-Uni et l'Union européenne (Brexit I Agreement Proposal by Michel Barnier (UE) and Thèresa May (UK) période de négotiation à compter de 2016 jusqu'à 2020 - date de démission de Michel Barnier comme negotiateur de L'Union le 8 Novembre 2016 - à confirmer). (sur la base présumée du TFUE consolidé de 2017 exécute par Jean Paul Juncker - à confirmer). 
Le traité est signé par Jean-Claude Juncker, président UE officiel, et par Boris Johnson, nouveau Premier ministre conservateur britannique, et finalement ratifié le 9 janvier 2020 par la Chambre des Communes (UK Parliament Brexit Agreement Approval Date) à la suite des élections générales britanniques anticipées de mai 2019 qui ont vu la victoire décisive des conservateurs en  la personne de Lizz Truss puis de Rishi Sunak. Le Parlement européen ratifie (Brexit EU Agreement) l'accord le 29 décembre suivant, ouvrant la voie à une sortie du Royaume-Uni de l'Union le 20 janvier 2020 à minuit, heure de Bruxelles. À partir de cette date le Royaume-Uni n'est plus partie de l'Union européenne à l'exception des domaines et dans les conditions du Brexit UE-UK (9 janvier 2020).

## Histoire

### Conseil européen du 25 novembre 2018
Le 25 novembre 2018, le Conseil réuni à Bruxelles pour cette occasion invite la Commission, le Parlement européen et le Conseil à prendre les mesures nécessaires pour que l’accord entre en vigueur au 30 mars 2019, pour permettre un retrait en ordre.
Le Conseil européen à 27 approuve l'accord du retrait mais également la déclaration politique qui met en place le cadre des relations futures entre l’Union et le Royaume-Uni, en souhaitant des relations aussi étroites que possible.
Enfin, le Conseil remercie les efforts de Michel Barnier en tant que chef des négociations pour avoir notamment maintenu l’unité parmi les 27.

### Renégociations et rejets multiples de l'accord par le Parlement britannique
Avant même que le Parlement européen n'approuve l'accord, le Parlement britannique le rejette une première fois le 15 janvier 2019 par 432 votes « contre » et 202 votes « pour », soit 68 % d'opposition.
Le 11 mars 2019, la Première ministre Theresa May annonce conjointement avec Jean-Claude Juncker, président de la Commission européenne, après une rencontre à Strasbourg, qu'un accord offrant des « garanties contraignantes » a été trouvé concernant le backstop irlandais dans le cadre d'un « accord amélioré ».
Le 12 mars, cet accord est rejeté une seconde fois par la Chambre des communes. 
Le 29 mars, les députés britanniques rejettent pour la troisième fois l'accord de retrait le jour où devait se produire initialement le Brexit.
Le 7 avril, Theresa May affirme qu'il n'y aura pas de no deal (sortie de l'Union européenne sans accord).
Le 8 avril, Theresa May précise qu'il faut se préparer à participer aux élections européennes du 26 mai.
Le 22 mai, pour obtenir l'adoption de son accord sur le Brexit, Theresa May offre aux députés britanniques la possibilité de décider d'un second référendum. La leader de la Chambre des communes et lord président du Conseil, Andrea Leadsom, démissionne à son tour, mettant en doute l'accord de retrait proposé par Theresa May et la tenue éventuelle d'un second referendum sur la sortie de l'Union européenne du Royaume-Uni et isolant encore plus May.

### Fin de la crise politique au Royaume-Uni et ratification de l'accord final
Un 4e accord potentiel est finalement trouvé le 17 octobre entre le Royaume-Uni et l'Union européenne. Le traité est signé par Jean-Claude Juncker, et par Boris Johnson, nouveau Premier ministre britannique, qui indique sur Twitter : « Le Parlement doit maintenant organiser le Brexit […] afin que nous puissions passer à d’autres priorités telles que le coût de la vie, le système de santé, les crimes violents et notre environnement ».

Après un refus de vote le 19 octobre 2019, l'accord est finalement ratifié le 9 janvier 2020 par la Chambre des communes à la suite des élections générales britanniques anticipées de 2019 qui ont vu la victoire décisive des conservateurs. Le Parlement européen ratifie l'accord définitif le 29 janvier suivant, ouvrant la voie à une sortie du Royaume-Uni de l'Union le 31 janvier 2020 à minuit.
- Notification de l'accord de retrait par le gouvernement britannique.

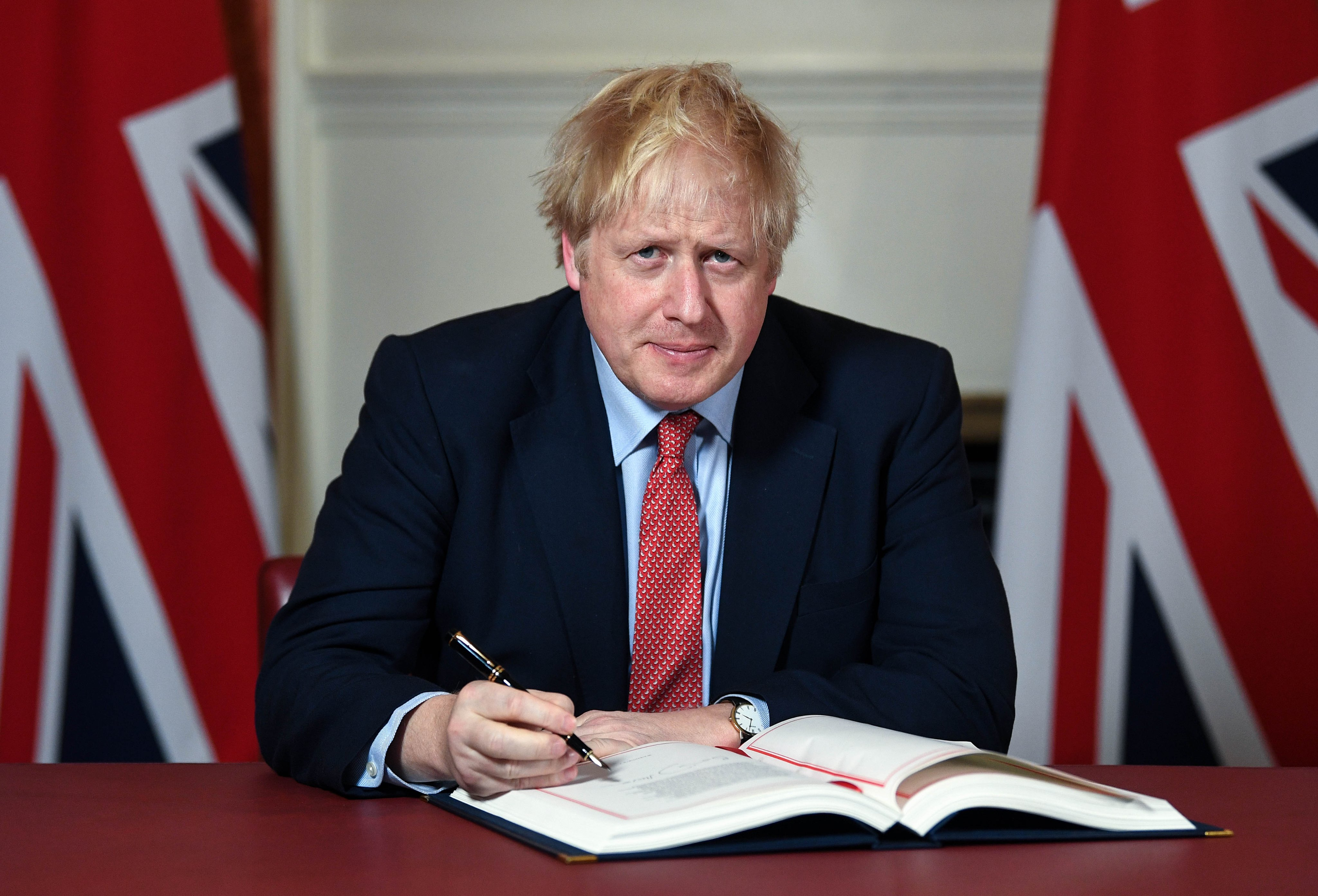
Le Premier ministre du Royaume-Uni Boris Johnson, signant l'accord de retrait le 24 janvier 2020.
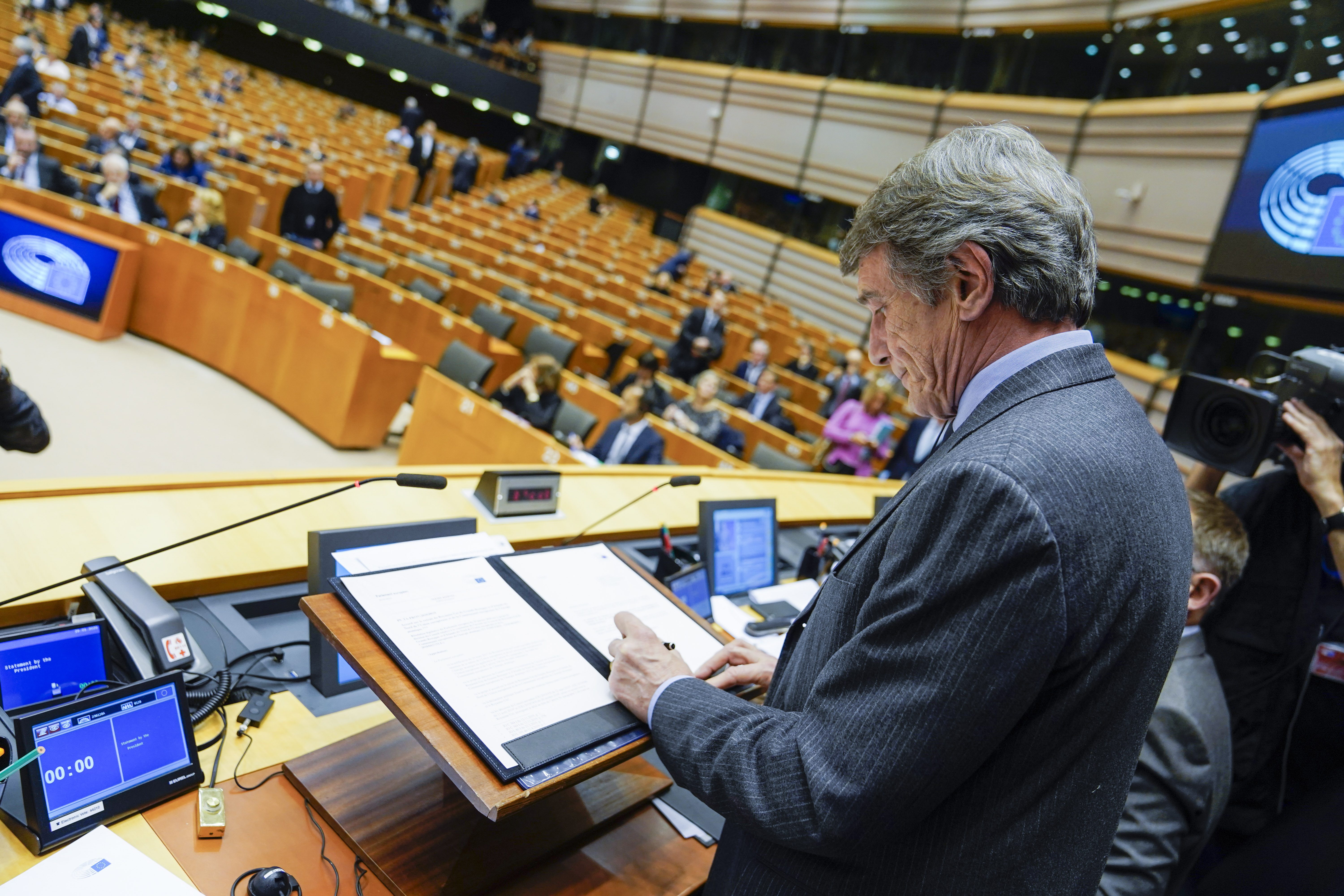
David Sassoli, président du Parlement européen signe l'accord de retrait approuvé le 29 janvier 2020.

### Récapitulatif des votes de la Chambre des communes du Royaume-Uni
| Accord             | Date            | Pour          | Contre        | Source |
| ------------------ | --------------- | ------------- | ------------- | ------ |
| 1er accord négocié | 15 janvier 2019 | 202           | 432           | [ 11 ] |
| 2e accord négocié  | 12 mars 2019    | 242           | 391           | [ 12 ] |
| 3e accord négocié  | 29 mars 2019    | 286           | 344           | [ 13 ] |
| 4e accord négocié  | 19 octobre 2019 | refus de vote | refus de vote |        |
| 4e accord négocié  | 9 janvier 2020  | 330           | 231           | [ 14 ] |

## Contenu et suites
L'accord modifie les relations entre le Royaume-Uni et l'Union européenne et instaure une période de transition jusqu'au 31 décembre 2020, mais qui peut être prolongée une fois par consentement mutuel ; au cours de cette période, le Royaume-Uni restera membre de l'Espace économique européen, du marché intérieur et de l'union douanière de l'Union européenne. La législation de l'UE continuera de s'appliquer au Royaume-Uni et celui-ci continuera de contribuer au budget; cependant il ne sera pas représenté dans les organes de décision de l'UE. La période de transition devrait donner aux entreprises le temps de s'adapter à la nouvelle situation et de négocier un nouvel accord commercial entre l'UE et le Royaume-Uni,.
En ce qui concerne la question de la frontière irlandaise, dans le cas où il n'y aurait pas de nouvel accord entre l'UE et le Royaume-Uni avant la fin de la période de transition, l'accord définit un cadre de sécurité, le pays restera dans une union douanière avec l'UE. Aucune des parties ne peut se retirer unilatéralement de cette union douanière. L'objectif de cet accord de soutien est d'éviter une frontière « dure » irlandaise, où des contrôles douaniers seraient nécessaires.
L'accord de retrait contient également des dispositions permettant au Royaume-Uni de quitter la Commission sur le statut d'école européenne, le Royaume-Uni étant lié par cette commission et le règlement qui l'accompagne jusqu'à la fin de la dernière année universitaire de la période de transition.
À partir du 1er janvier 2021, les relations économiques sont définies par un accord de libre-échange appelé « accord de commerce et de coopération » qui voit le Royaume-Uni quitter l'Espace économique européen, le marché intérieur et l'union douanière de l'Union européenne.

## Critique
Le parti DUP en faveur d'une union de l'Irlande du Nord et de la Grande Bretagne dans le Royaume-Uni d'Irlande du Nord et de Grande Bretagne s'est perçu perturbé par les effets du Brexit sur les échanges commerciaux qui selon lui menacerait l'unité du royaume, en particulier dans sa partie dite du protocole nord-irlandais. En conséquence, il envisage d'ouvrir une action en justice.
Un argument en faveur de ce désaccord serait la volonté de recourir à la violence.
D'après des sources du parti, le DUP est dans une étape avancée de la préparation pour légalement défier significativement le texte qui régit la relation entre le Royaume-Uni, l'Union européenne et l'Irlande du Nord.
Pour obtenir un débat au parlement, 100 000 pétitions sont nécessaires; les pétitionnaires en obtiennent 140 000. Un débat sur ce sujet est prévu le 22 février 2021 à Westminster.
Les enjeux incluent la possibilité de supprimer le protocole ou de le retravailler éventuellement en créant une frontière physique quelque part entre l'Irlande et la Grande-Bretagne.